# À vue
En escalade, réussir l'ascension d'une voie « à vue » signifie réussir son ascension à la première tentative, sans avoir eu d'information préalable. En particulier, une vidéo de l'ascension, voir quelqu'un la tenter ou avoir reçu des instructions pour la réussir sont exclus de cette définition. Ce mode d'ascension est considéré comme plus difficile que l'ascension dite « flash » ou que l'ascension après travail.

## Ascensions notables
Le premier 9a « à vue » a été réalisé par Alexander Megos, en mars 2013 dans la voie Estado critico au secteur El Pati à Siurana,. En juillet de la même année, Adam Ondra réalise le second 9a à vue avec La cabane au Canada au Rawyl en Suisse.